# Amîtsoq Gneiss
De Amîtsoq Gneiss in het westen van Groenland is een van de oudste gesteentes ter wereld, afkomstig uit het Eoarcheïcum (rond 3,6 miljard jaar oud). De Amîtsoq Gneiss is onderdeel van het grotere Itsaq Gneiss Complex in het Noord-Atlantisch Kraton. 
De Amîtsoq Gneiss is met vier verschillende methodes gedateerd. De resultaten liggen tussen de 3,74 en 3,55 miljard jaar. Ondanks deze hoge ouderdom is de gneis iets jonger dan de Isuagroensteengordel en andere lenzen van aan het oppervlak gevormd gesteente, waar ze omheen ligt en in intrudeerde. Beide eenheden worden doorsneden door mafische dikes die iets jonger zijn. In de omgeving van Nuuk komt een vergelijkbare eenheid voor, de jongere Nûk Gneiss (gedateerd op 3,08 tot 2,60 miljard jaar). De twee gneisen kunnen onderscheiden worden door het feit dat de Nûk Gneiss niet door de mafische dikes wordt doorsneden.
De Amîtsoq Gneiss bestaat uit gneis, gesteente dat onder hoge temperatuur en druk is vervormd en gerekristalliseerd. Het was oorspronkelijk stollingsgesteente met een op graniet lijkende samenstelling. Deze samenstelling is tonaliet, trondhjemiet en granodioriet (TTG), een associatie die normaal is bij Archeïsche stollingsgesteentes.
De gneis heeft een hoge graad van metamorfose ondergaan in de granuliet-facies. Daarbij is het gesteente partieel gesmolten. De smeltlichamen (migmatiet) vormen donkere banden in de gneis.